# 小行星8917
小行星8917（英語：8917）是一颗围绕太阳公转的小行星。1996年3月9日，北京天文台施密特CCD小行星计划在兴隆发现了此天体。以中国第一所现代大学天津大学命名。
“天津大学星”的命名缘起于2017年。为纪念入学40周年，一批来自77、78级的天津大学校友计划在回访母校时为母校“送星星”。为此自发成立“天津大学空天科学与工程俱乐部”，在其共同努力和国家天文台的支持下，“天津大学星”正式命名。
这颗小行星的绝对星等为169.7183878635419等。